# Dworek Wojciecha Grabowskiego w Warszawie
Dworek Wojciecha Grabowskiego – murowany dworek w Warszawie przy ul. Marszałkowskiej wzniesiony ok. 1835, będący niemal dokładną, ale zmniejszoną repliką XVIII-wiecznego dworku „Pod filarkami”.
Był parterowy i dwutraktowy. Miał dziewięcioosiową elewację frontową, którą akcentował usytuowany pośrodku ganek wsparty na dwóch szeroko rozstawionych parach okrągłych filarów. W nim mieściło się wejście i dwa flankujące go owalne okna (pozostałe były prostokątne). W łamanym dachu ceramicznym znajdowały się lukarny, środkową usytuowano na osi ganku.
Pod koniec XIX wieku W. Adamski otworzył tu restaurację „Pod nowymi filarami”, nazywając ją przez sentyment do nieistniejącego już dworku „Pod filarkami”, którego był ostatnim restauratorem. 
Na miejscu dworku w latach 1895–1897 wybudowano kamienicę Wiktoryna Kosmowskiego.